# Erika Streit
Erika Streit (* 1. März 1910 in Kutterschitz; † 2. Juni 2011 in Kilchberg ZH) war eine Schweizer Malerin, Grafikerin und Zeichnerin.

## Leben und Werk

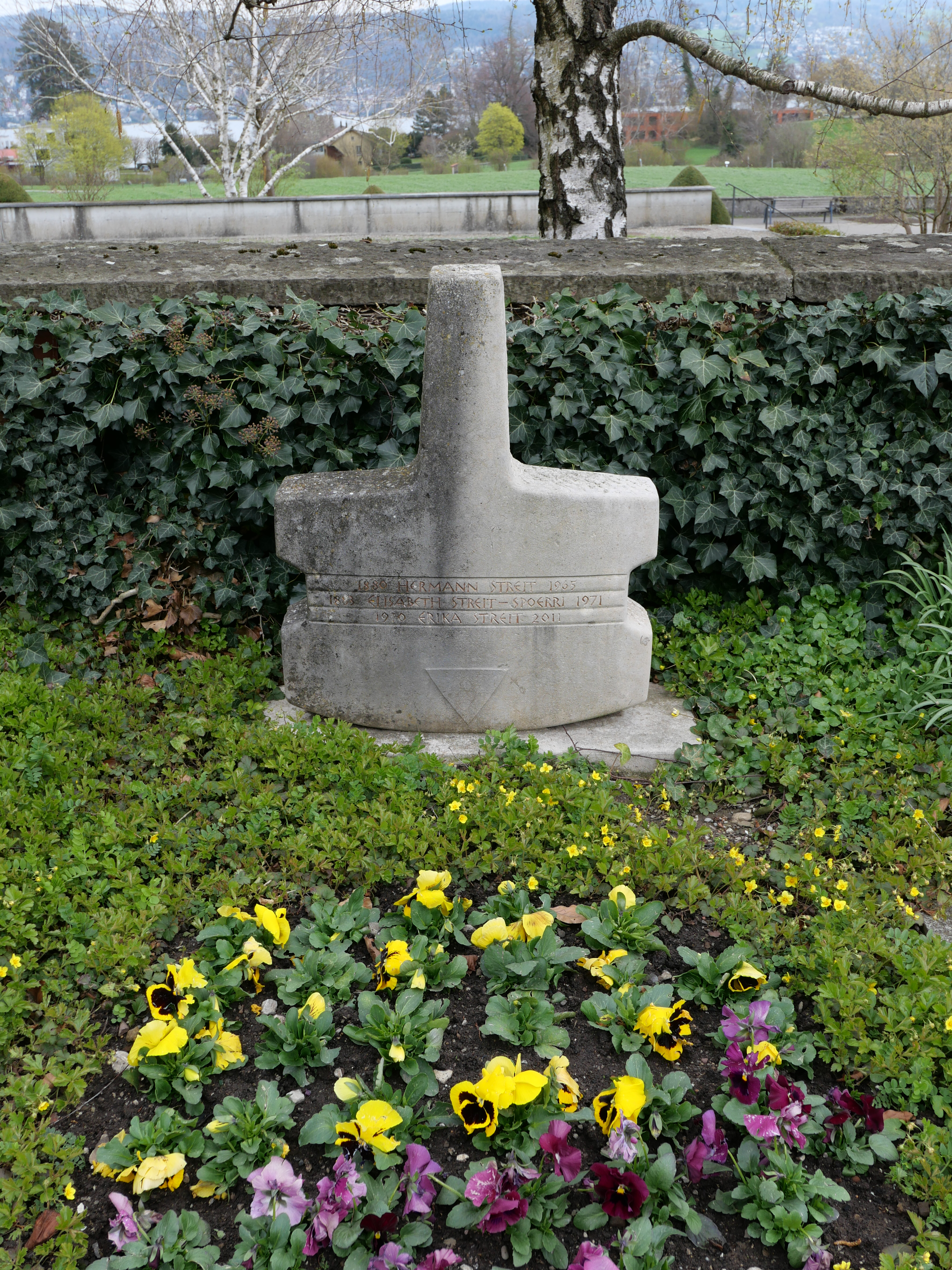
Das Grab von Streit und ihren Eltern Hermann (1880–1965) und Elisabeth, geb. Spoerri (1883–1971), auf dem Friedhof von Kilchberg.

Erika Streit wurde als Tochter von Schweizer Eltern 1910 in Böhmen geboren. Von 1927 bis 1930 studierte sie an der Dresdner Akademie für Kunstgewerbe unter anderem bei Carl Rade. Von 1930 bis 1933 studierte sie an der Kunstakademie Dresden. Dort besuchte sie die Klassen von Richard Müller, Ferdinand Dorsch, Max Feldbauer und Otto Dix, lernte aber auch Anatomie bei Hermann Dittrich.
Als die Nazis 1933 anfingen, Dix von der Akademie zu entfernen, gehörte Erika Streit zu einer Gruppe von sieben Studentinnen und Studenten, die sich in einer Note vom 15. März 1933 an den nationalsozialistischen Studentenbund für Dix einsetzte, darunter Hainz Hamisch, Rudolf Nitschke und Kurt Sillack. Nach der Entlassung von Dix aus der öffentlichen Institution gab er ihr weiterhin Privatunterricht.
Streit hatte Kontakte zu Künstlern wie Ernst Ludwig Kirchner und Cuno Amiet. 1934–1938 folgten verschiedene Studienaufenthalte in Paris. An der Académie de la Grande Chaumière im Atelier von Jean Darna (1893–1965) lernte sie die Malerinnen Margrit Haemmerli und Susanne Baader (* 1906) kennen und blieb mit ihnen zeitlebens befreundet. Zudem kam sie mit dem Werk von Pablo Picasso, Aristide Maillol und weiteren Zeitgenossen in Berührung. 1938 begann Erika Streit mit dem Bemalen von Keramik, schuf aber auch eigene Formen.
1943 erfolgte die kriegsbedingte Übersiedlung in die Schweiz, seither lebte die Künstlerin in Kilchberg bei Zürich. Von Mitte der 1960er Jahre bis nach 1996 galt ihre Beschäftigung vorwiegend dem Tiefdruck sowie den von ihr entwickelten Bienenwachszeichnungen. Ihr umfangreiches Werk wird seit 2001 durch die Erika Streit-Stiftung verwaltet und inventarisiert.
1930 wurde Erika Streit mehrfach durch den Fotografen Hugo Erfurth porträtiert, 1934 auch durch den Grafiker und Maler Hans Theo Richter.
Am Anfang ihres 102. Lebensjahres verstarb Erika Streit im Frühsommer 2011 in Kilchberg am Zürichsee.

## Ausstellungen (Auswahl)
(Quelle:)

### Einzelausstellungen
- 1975: Kunsthalle Winterthur
- 1991: Galerie Frankengasse Zürich
- 1992: Galerie im Spital Neumünster, Zürich
- 1994: Werkgalerie Dorfplatz, Maur (ZH)
- 1995/2006: Otto-Dix-Haus Hemmenhofen[5][6]
- 1996: Otto-Dix-Haus Gera
- 1999: Ortsmuseum Kilchberg ZH
- 2002: Galerie Vogtei, Herrliberg (ZH)
- 2006: Städtischer Wasserberg-Galerie Konstanz[7][8]
- 2006: Städtische Galerie Kulturhof Flachsgasse Speyer[9]
- 2008–: Wald ZH (Radierungen bei Bioengineering AG)
- 2010: Städtische Galerie Dresden[10]

### Ausstellungs-Beteiligungen
- 1952: Musée d’art décoratif, Palais de Rumine, Lausanne
- 1971: Musée d’art moderne à l’ancienne Douane, Strasbourg
- 1978: Galerie suisse de Paris, Paris
- 2003: Kunstsammlung Gera[11]
- 2005: Städtische Galerie Böblingen[12]
- 2010/2011: Museum für Moderne Kunst Arnhem[13][14][15]
- 2011/2012: Dresden, Neue Sachlichkeit in Dresden. Malerei der Zwanziger Jahre von Dix bis Querner, Kunsthalle im Lipsius-Bau